# Gustav Diessl
Gustav Diessl (Viena, 30 de dezembro de 1899 – Viena, 20 de março de 1948) foi um ator e artista austríaco.
Diessl nasceu como Gustav Karl Balthasar no penúltimo dia do ano de 1899. Em 1916, ele atuou como figurante em diversas peças em Viena, mas seria logo recrutado pelo Exército do Império Austro-Húngaro para servir durante a Primeira Guerra Mundial. Durante o serviço militar, Diessl foi detido como prisioneiro de guerra por um ano.
Após a guerra, Diessl começou a estudar para se tornar um designer de palco, mas logo desistiu da ideia para tentar a carreira de ator profissional. Ele atuou para uma companhia de atores viajantes e, em 1921, conseguiu seu primeiro emprego fixo na Neue Wiener Bühne. No mesmo ano, apareceu em seu primeiro filme, In Banne der Kralle (1921), de G. W. Pabst. Diessl manteria uma carreira prolífica durante as duas décadas seguintes, atuando, inclusive, no filme épico de propaganda nazista Kolberg (1944).
Após o final de seu primeiro casamento, Diessl morou com a atriz Camilla Horn por vários anos. Após isso, se casou uma segunda vez em 1938 com a cantora lírica Maria Cebotari. Diessl morreu em 1948, vítima de dois ataques cardíacos.

## Filmografia selecionada
- 1928: Abwege
- 1928: Der lebende Leichnam
- 1929: Die Ehe
- 1929: Der Mann, der nicht liebt
- 1929: Die weiße Hölle vom Piz Palü
- 1929: Frauen am Abgrund
- 1929: Die Drei um Edith
- 1929: Die Büchse der Pandora
- 1930: Moral um Mitternacht
- 1930: Hans in allen Gassen
- 1930: Leutnant warst Du einst bei deinen Husaren
- 1931: Les nuits de Port Said
- 1931: Das gelbe Haus des King-Fu
- 1931: Menschen hinter Gittern
- 1932: Die Herrgottsgrenadiere
- 1932: Die Herrin von Atlantis
- 1932: Der goldene Gletscher
- 1932: Eine von uns
- 1932: Teilnehmer antwortet nicht
- 1933: O Testamento do Dr. Mabuse
- 1935: Alles um eine Frau
- 1936: Una donna fra due mondi
- 1936: Moscow Shanghai
- 1936: Schatten der Vergangenheit
- 1937: Starke Herzen
- 1937: Der Tiger von Eschnapur
- 1938: Das indische Grabmal
- 1938: Fortsetzung folgt
- 1938: Kautschuk
- 1939: Der grüne Kaiser
- 1939: Ich verweigere die Aussage
- 1939: Ich bin Sebastian Ott
- 1940: Stern von Rio
- 1940: Herz ohne Heimat
- 1940: Senza cielo
- 1941: Komödianten
- 1941: Clarissa
- 1941: Menschen im Sturm
- 1941: Il bravo di Venezia
- 1942: La donna del peccato
- 1943: Maria Malibran
- 1943: Calafuria
- 1943: La danza del fuoco
- 1943: Nora
- 1944: Nebbie sul mare
- 1944: Ein Blick zurück
- 1944: Ruf an das Gewissen
- 1945: Kolberg
- 1948: Der Prozeß